# Signal.h
signal.h — заголовочный файл, определенный в стандартной библиотеке языка Си, для указания того, как программа обрабатывает сигналы во время её выполнения. Сигнал может быть как синхронным с помощью вызова raise(), так и асинхронным.
Каждая реализация определяет какой сигнал что генерирует и определяет их генерацию.
Эта часть библиотеки используется для перехвата сигналов — назначения обработчика определённого сигнала.
Обработчик сигнала может вызывать только следующие функции: _exit(), _Exit(), abort(), raise() (только если обработчик не вызван функциями abort или raise). Вызов прочих библиотечных функций приводит к неопределённому поведению, хотя отдельными реализациями такие вызовы могут быть разрешены, например в posix есть список  async-signal-safe функций.

## Типы данных
Стандарт объявляет тип данных sig_atomic_t, доступ к которому является атомарным, даже при наличии асинхронных прерываний.

## Макросы
Стандарт объявляет макросы SIG_DFL, SIG_ERR, SIG_IGN, которые используются как аргументы и возвращаемое значение для функции signal(). Макрос SIG_DFL используется для установки поведения по умолчанию для выбранного сигнала, SIG_IGN — для игнорирования сигнала, а SIG_ERR — как возвращаемое значение, свидетельствующее об ошибке.
Кроме того, стандарт определяет следующие типы сигналов:
| Константа | Значение                                                                      |
| --------- | ----------------------------------------------------------------------------- |
| SIGINT    | Получение интерактивного сигнала                                              |
| SIGILL    | Недопустимая инструкция                                                       |
| SIGABRT   | Ненормальное завершение программы, которое может быть вызвано abort()         |
| SIGFPE    | Ошибочная арифметическая операция, такая как деление на ноль или переполнение |
| SIGSEGV   | Ошибочное обращение к объекту в памяти                                        |
| SIGTERM   | Запрос на прекращение выполнения                                              |

и разрешает другие, зависящие от платформы. При запуске программы часть сигналов может игнорироваться, для другой части определяется поведение по умолчанию.

## Функции
Стандарт объявляет следующие функции:
```
#include
 
<signal.h>

void
 
(
*
signal
(
int
 
sig
,
 
void
 
(
*
func
)(
int
)))(
int
);

int
 
raise
(
int
 
sig
);

```

Функция signal устанавливает обработчик func для сигнала sig. В качестве аргумента func может принимать SIG_IGN и SIG_DFL. В случае успеха функция возвращает старый обработчик сигнала, в противном случае — SIG_ERR.
Если обработчик возвращает управление при типе сигнала SIGILL, SIGFPE, SIGSEGV или иных, связанных с ошибками выполнения, поведение программы не определено. Кроме того, обработчик если был вызван не с помощью abort или raise, может изменять переменные только типа volatile sig_atomic_t.
Функция raise генерирует сигнал sig.

## Методы
- int raise(int sig). Искусственно вызывает сигнал.
- psignal(int sig, const char *s), выводит в stderr строку, содержащую номер сигнала. Применяется в 4.3BSD, Solaris и Linux, но не указан в POSIX, стандартной библиотеке Си и SUS. На тех же системах string.h содержит нестандартный strsignal(int sig), который работает аналогично strerror.
- void* signal(int sig, void (*func)(int)) назначает действие, предпринимаемое при получении программой сигнала sig. Если значение func равно SIG_DFL, то происходит обработка по умолчанию для указанного сигнала. Если значение func равно SIG_IGN, то сигнал игнорируется. В остальных случаях func указывает на вызываемую функцию обработчик сигнала при получении сигнала. Функция func может завершиться выполнением операции возврата или вызовом функций самозавершения, выхода или перехода.

## Члены-константы
| Константа | Значение                                | Стандарты |  |
| --------- | --------------------------------------- | --------- |  |
| SIGHUP    | Отбой                                   | POSIX     |  |
| SIGINT    | Прерывание                              | ANSI      |  |
| SIGQUIT   | Выход                                   | POSIX     |  |
| SIGILL    | Недопустимая инструкция                 | ANSI      |  |
| SIGABRT   | Самоостановка                           | ANSI      |  |
| SIGTRAP   | Перехват события                        | POSIX     |  |
| SIGIOT    | Перехват ввода-вывода                   | 4.2 BSD   |  |
| SIGEMT    | Перехват эмуляции                       | 4.2 BSD   |  |
| SIGFPE    | Исключение с плавающей запятой          | ANSI      |  |
| SIGKILL   | Неперехватываемый сигнал завершения     | POSIX     |  |
| SIGBUS    | Ошибка шины                             | 4.2 BSD   |  |
| SIGSEGV   | Нарушение сегментации                   | ANSI      |  |
| SIGSYS    | Неправильный аргумент в системный вызов | 4.2 BSD   |  |
| SIGPIPE   | Нарушение канала                        | POSIX     |  |
| SIGALRM   | Истечение времени                       | POSIX     |  |
| SIGTERM   | Завершение                              | ANSI      |  |
| SIGUSR1   | Пользовательский сигнал 1               | POSIX     |  |
| SIGUSR2   | Пользовательский сигнал 2               | POSIX     |  |
| SIGCHLD   | Изменение статуса дочернего процесса    | POSIX     |  |
| SIGCLD    | Аналогично SIGCHLD                      | System V  |  |
| SIGPWR    | Перезапуск после проблемы с питанием    | System V  |  |
| SIGXCPU   | Ограничение процессорного времени       | POSIX     |  |